# Piz Bever
Der Piz Bever ist ein 3230 m ü. M. hoher Berg im Oberengadin im Schweizer Kanton Graubünden.
Der Berg hat die Form einer Felspyramide und befindet sich nordwestlich von St. Moritz und ist Teil der Albula-Alpen. Über den Gipfel verläuft die Grenze zwischen der Gemeinde Samedan und einer Exklave der Gemeinde Bever.
Der Piz Bever ist aussichtsreich aber anspruchsvoll und wenig begangen. Die Route zum Gipfel wird mit der Schwierigkeitsstufe T5 bewertet.